# Salbiomorpha minimalis
Salbiomorpha minimalis là một loài bướm đêm trong họ Crambidae.